# Miranda Cosgrove
Miranda Taylor Cosgrove (født 14. maj 1993) er en amerikansk film- og tv-skuespiller og sangerinde. I Danmark er Cosgrove bedst kendt for sin rolle som hovedpersonen i tv-serien iCarly. Mirandas karriere begyndte da hun var 3 år, hvor hun var med i mange forskellige reklamer. Hun debuterede som skuespiller i 2003, da hun var med i filmen School of Rock. Hun fik udgivet sin første singleplade 27. april 2010. Hun tjente 180.000 dollars per afsnit i iCarly, hvilket gør hende til den anden højest betalte barnestjerne i TV.
Hun har også udgivet et album kaldet Sparks Fly, cd'en indholder blandt andet singlen "Kissin U".

## Film
| År   | Titel                      | Rolle           | Noter                      |
| ---- | -------------------------- | --------------- | -------------------------- |
| 2003 | School of Rock             | Summer Hathaway |                            |
| 2005 | Yours, Mine and Ours       | Joni North      |                            |
| 2005 | Nickelodeon                | Co-Voiceover    |                            |
| 2006 | Keeping Up with the Steins | Karen Sussman   |                            |
| 2010 | Despicable Me              | Margo           | Udelukkende stemmebaseret. |
| 2013 | Despicable Me 2            | Margo           | Udelukkende stemmebaseret. |

| År   | Titel                                  | Rolle        | Distributør                    |
| ---- | -------------------------------------- | ------------ | ------------------------------ |
| 2005 | Here Comes Peter Cottontail: The Movie | Munch        | Classic Media                  |
| 2006 | The Wild Stallion                      | Hannah Mills | Myriad Pictures                |
| 2008 | Merry Christmas Drake & Josh           | Megan Parker | Nickelodeon/Schneider's Bakery |

| År        | Titel                           | Rolle            | Noter                                                                    |
| --------- | ------------------------------- | ---------------- | ------------------------------------------------------------------------ |
| 2001      | Smallville                      | Lille Lana Lang  | "Pilot" (Sæson 1, Episode 1)                                             |
| 2004      | Grounded for Life               | Jessica          | "You Better You Bet" (Sæson 5, Episode 5)                                |
| 2004      | What's New, Scooby-Doo?         | Mirand Wright    | Stemme                                                                   |
| 2004–07   | Drake & Josh                    | Megan Parker     | Hovedrolle                                                               |
| 2005      | Lilo & Stitch: The Series       | Pige / Sarah     | 2 Episoder – Shush: Experiment (S2E34) & Morpholomew: Experiment (S3E16) |
| 2007      | Zoey 101                        | Paige Howard     | "Paige at PCA" (Sæson 3, Episode 13)                                     |
| 2007      | Just Jordan                     | Lindsey Chandler | "Piano Stressin" (Sæson 1, Episode 13)                                   |
| 2007      | Unfabulous                      | Cosmina          | "The Talent Show" (Sæson 3, Episode 1)                                   |
| 2007–2012 | iCarly                          | Carly Shay       | Hovedrolle                                                               |
| 2008      | The Naked Brothers Band         | Hende selv       | "Mystery Girl" (Sæson 3, Episode 1)                                      |
| 2010      | 7 Secrets with Miranda Cosgrove | Hende selv       | Nickelodeon Special                                                      |
| 2010      | The Good Wife                   | Sloan Burchfield | Bad Girls (Sæson 2, Episode 7)                                           |
| 2010      | Big Time Rush                   | Hende selv       | Episode: "Big Time Christmas"                                            |

- Discography

### Albums
- Sparks Fly (2010)
- About You Now (2009)
- High Maintenance (2011)

## Tours
- Dancing Crazy Tour (2011)

## Awards og nomineringer
| År   | Award                                     | Kategori                                                                            | Nominering           | Resultat  |
| ---- | ----------------------------------------- | ----------------------------------------------------------------------------------- | -------------------- | --------- |
| 2004 | Young Artist Award                        | Bedste ung ensemble i en spillefilm.                                                | School of Rock       | Nomineret |
| 2004 | MTV Movie Awards                          | Bedste On-Screen Team                                                               | School of Rock       | Nomineret |
| 2006 | Young Artist Awards                       | Bedste performance i en spillefilm.                                                 | Yours, Mine and Ours | Nomineret |
| 2007 | Young Artist Awards                       | Bedste performance i en TV-serie (komedie eller drama) – Kvindelige ung birolle     | Drake & Josh         | Nomineret |
| 2008 | Young Artist Awards                       | Bedste performance i en TV-Seriee – Kvindelig hovedrolle                            | iCarly               | Nomineret |
| 2008 | Kids' Choice Awards                       | Favorit TV-Show                                                                     | iCarly               | Nomineret |
| 2008 | Kids' Choice Awards                       | Favorit TV-Show                                                                     | Drake and Josh       | Vundet    |
| 2009 | Kids' Choice Awards                       | Bedste kvindelige skuespiller på TV.                                                | iCarly               | Nomineret |
| 2009 | Kids' Choice Awards                       | Favorit TV-Show (Delt med staben i iCarly)                                          | iCarly               | Vundet    |
| 2009 | Young Artist Awards                       | Gode unge performers i en TV-serie.                                                 | iCarly               | Nomineret |
| 2009 | Young Artist Awards                       | Bedste performance i en TV-serie (komedie eller drama) – Kvindelige hovedrolle.     | iCarly               | Vundet    |
| 2009 | Teen Choice Awards                        | Seerens valg: Bedste TV skuespillerinde: komedie                                    | iCarly               | Nomineret |
| 2010 | Nickelodeon Kids' Choice Awards           | Favorit TV Skuespillerinde                                                          | iCarly               | Nomineret |
| 2010 | Nickelodeon Kids' Choice Awards           | Favorit TV-Show (delt med staben på iCarly)                                         | iCarly               | Vundet    |
| 2010 | Young Artist Awards                       | Gode unge performers i en TV-serie.                                                 | iCarly               | Nomineret |
| 2010 | Young Artist Awards                       | Bedste performance i en TV series (komedie eller drama) – Ung kvindelig hovedrolle. | iCarly               | Nomineret |
| 2010 | Teen Choice Awards                        | Valgt TV skuespillerinde: Komedie.                                                  | iCarly               | Nomineret |
| 2010 | Teen Choice Awards                        | Favorit smil                                                                        | Hende selv.          | Nomineret |
| 2010 | Teen Choice Awards                        | Favorit musik: Bedste udbrydende kvindelige artist                                  | Sparks Fly           | Nomineret |
| 2010 | Nickelodeon Kids' Choice Awards México    | Favorit international kvindelige serie karakter.                                    | Carly Shay           | Vundet    |
| 2010 | Nickelodeon Australian Kids' Choice Award | Favorit TV-stjerne                                                                  | iCarly               | Nomineret |
| 2011 | Producers Guild of America Awards 2010    | Favorit animerede rolle (lagt stemme til)                                           | Despicable Me        | Nomineret |
| 2011 | Nickelodeon Kids' Choice Awards           | Favorit TV Skuespillerinde                                                          | iCarly               | Nomineret |
| 2011 | Nickelodeon Kids' Choice Awards           | Favorit TV-Show (delt med staben på iCarly)                                         | iCarly               | Vundet    |
| 2011 | Young Artist Awards                       | Bedste performance i en TV-serie (Komedie eller drama) – Ung kvindelig hovedrolle.  | iCarly               | Nomineret |
| 2011 | Teen Choice Awards                        | Favorit TV skuespillerinde: Komedie                                                 | iCarly               | Nomineret |